# Journal of African Archaeology
Das Journal of African Archaeology ist eine Zeitschrift, die sich mit Archäologie und Urgeschichte Afrikas befasst.

## Geschichte
Die Zeitschrift erscheint seit 2003. Bis 2016 erschien sie im Africa-Magna-Verlag in Frankfurt am Main, seit 2016 bei Brill in Leiden. Die Artikel der Zeitschrift sind peer-reviewed.

## Erscheinungsweise
Die Zeitschrift erscheint halbjährlich und in Englischer Sprache. Sie wird vom Zentrum für Interdisziplinäre Afrikaforschung (ZIAF) an der Johann Wolfgang Goethe-Universität, Frankfurt am Main, Abteilung für afrikanische Archäologie und Archäobotanik herausgegeben. Persönliche Herausgeber sind Peter Breunig und Sonja Magnavita. Es gibt auch eine Online-Ausgabe.
Seit 2007 gibt es eine begleitende Serie, in der monografische Werke aus dem Themengebiet der Zeitschrift veröffentlicht werden. Die Reihe erscheint unter dem Titel Journal of African archaeology monograph series.

## Technische Parameter
Die Zeitschrift erscheint heute mit der ISSN 2191-5784 und hatte zuvor die ISSN 1612-1651.